# ハワード・ショア
ハワード・ショア（Howard Shore、本名: Howard Leslie Shore、1946年10月18日 - ）は、主にアメリカ映画の映画音楽を手掛けるカナダ出身の音楽家、作曲家。

## プロフィール
オンタリオ州トロントにて、ユダヤ系の家系に生まれる。1969年から1972年までバークリー音楽大学に在籍する。
同じカナダの映画監督デヴィッド・クローネンバーグの作品で頭角を現し、『スキャナーズ』以降のクローネンバーグ作品の映画音楽に、ほぼ全て起用されている。『ロード・オブ・ザ・リング』でアカデミー作曲賞を、同シリーズの『王の帰還』では作曲賞と歌曲賞を受賞した。また、グラミー賞では4つの賞を受賞する。
『裸のランチ』に関係してのライブで初来日した。2004年には「ロード・オブ・ザ・リング・シンフォニー」の指揮者として2度目の来日を果たす。
『ロード・オブ・ザ・リング』の監督ピーター・ジャクソンの次の作品である『キングコング』の作曲も担当していたが、映画公開2か月前に突然降板した。理由は、この映画のスコアに対するジャクソンとの方向性の違いということになっている。

## 主な作品
- ミス・ユー 氷の接吻(くちづけ) I Miss You, Hugs and Kisses (1978年)
- スキャナーズ Scanners (1981年)
- ヴィデオドローム Videodrome (1983年)
- アフター・アワーズ After Hours (1985年)
- ザ・フライ The Fly (1986年)
- 禁じられた恋 Fire with Fire (1986年)
- ダイアン・キートンの ウェルカム・トゥ・ヘヴン Heaven (1987年)
- 消えたセクシー・ショット Nadine (1987年)
- ビッグ Big (1988年)
- 戦慄の絆 Dead Ringers (1988年)
- OH!引っ越し Moving (1988年)
- シー・デビル She-Devil (1989年)
- サインズ・オブ・ライフ Signs of Life (1989年)
- イノセントマン/仕組まれた罠 An Innocent Man (1989年)
- 羊たちの沈黙 The Silence of the Lambs (1990年)
- 死の接吻 A Kiss Before Dying (1990年)
- 裸のランチ Naked Lunch (1991年)
- キスへのプレリュード Prelude to a Kiss (1992年)
- ルームメイト Single White Female (1992年)
- ギルティ/罪深き罪 Guilty as Sin (1993年)
- 硝子の塔 Sliver (1993年)
- エム・バタフライ M. Butterfly (1993年)
- フィラデルフィア Philadelphia (1993年)
- ミセス・ダウト Mrs. Doubtfire (1993年)
- 依頼人 The Client (1994年)
- エド・ウッド Ed Wood (1994年)
- ノーバディーズ・フール Nobody's Fool (1994年)
- セブン Se7en (1995年)
- ムーンライト&ヴァレンチノ Moonlight and Valentino (1995年)
- ジャンクション White Man's Burden (1995年)
- 判決前夜/ビフォア・アンド・アフター Before and After (1996年)
- クラッシュ Crash (1996年)
- すべてをあなたに That Thing You Do! (1996年)
- リチャードを探して Looking for Richard (1996年)
- 素顔のままで Striptease (1996年)
- 好きと言えなくて The Truth About Cats & Dogs (1996年)
- コップランド Cop Land (1997年)
- ゲームThe Game (1997年)
- グロリア Gloria (1999年)
- イグジステンズ eXistenZ (1999年)
- アナライズ・ミー Analyze This (1999年)
- ドグマ Dogma (1999年)
- ハイ・フィデリティ High Fidelity (2000年)
- エスター・カーン めざめの時 Esther Kahn (2000年)
- ザ・セル The Cell (2000年)
- 裏切り者 The Yards (2000年)
- スコア The Score (2001年)
- ロード・オブ・ザ・リング The Lord of the Rings: The Fellowship of the Ring (2001年)
- パニック・ルーム Panic Room (2002年)
- スパイダー/少年は蜘蛛にキスをする Spider (2002年)
- ロード・オブ・ザ・リング/二つの塔 The Lord of the Rings: The Two Towers (2002年)
- ギャング・オブ・ニューヨーク Gangs of New York (2002年)
- ロード・オブ・ザ・リング/王の帰還 The Lord of the Rings: The Return of the King (2003年)
- アビエイター The Aviator (2004年)
- ヒストリー・オブ・バイオレンス A History of Violence (2005年)
- ディパーテッドThe Departed (2006年)
- イースタン・プロミス Eastern Promises (2007年)
- ダウト〜あるカトリック学校で〜 Doubt (2008年)
- 復讐捜査線 Edge of Darkness (2010年)
- エクリプス/トワイライト・サーガ The Twilight Saga: Eclipse (2010年)
- 危険なメソッド A Dangerous Method (2011年)
- ヒューゴの不思議な発明 Hugo (2011年)
- コズモポリス Cosmopolis (2012年)
- ホビット 思いがけない冒険 The Hobbit: An Unexpected Journey (2012年)
- ホビット 竜に奪われた王国 The Hobbit: The Desolation of Smaug (2013年)
- ウルフ・オブ・ウォールストリート The Wolf of Wall Street (2013年)
- ジミーとジョルジュ 心の欠片を探して Jimmy P: Psychotherapy of a Plains Indian (2013年)
- マップ・トゥ・ザ・スターズ Maps to the Stars (2014年)
- ホビット 決戦のゆくえ The Hobbit: The Battle of the Five Armies (2014年)
- スポットライト 世紀のスクープ Spotlight (2015年)
- 否定と肯定 Denial (2016年)
- ザ・キャッチャー・ワズ・ア・スパイ The Catcher Was a Spy (2018年)
- 天才ヴァイオリニストと消えた旋律 The Song of Names (2019年)
- 私というパズル Pieces of a Woman (2020年)
- ほの蒼き瞳 The Pale Blue Eye (2022年)
- クライムズ・オブ・ザ・フューチャー Crimes of the Future (2022年)

## 主な受賞
- アカデミー賞
  - 2001年度 作曲賞 『ロード・オブ・ザ・リング』
  - 2003年度 作曲賞 『ロード・オブ・ザ・リング/王の帰還』
  - 2003年度 歌曲賞 『ロード・オブ・ザ・リング/王の帰還』 - 「イントゥー・ザ・ウエスト」
- グラミー賞
  - 2001年度 映画音楽作曲賞 『ロード・オブ・ザ・リング』
  - 2002年度 映画音楽作曲賞 『ロード・オブ・ザ・リング/二つの塔』
  - 2003年度 映画音楽作曲賞 『ロード・オブ・ザ・リング/王の帰還』
  - 2003年度 映画音楽歌曲賞 『ロード・オブ・ザ・リング/王の帰還』 - 「イントゥー・ザ・ウエスト」
- ゴールデングローブ賞
  - 2003年度 作曲賞 『ロード・オブ・ザ・リング/王の帰還』
  - 2003年度 歌曲賞 『ロード・オブ・ザ・リング/王の帰還』 - 「イントゥー・ザ・ウエスト」
  - 2004年度 作曲賞 『アビエイター』
- ロサンゼルス映画批評家協会賞
  - 1994年度 音楽賞 『エド・ウッド』
  - 2001年度 音楽賞 『ロード・オブ・ザ・リング』